# Виреони
Виреоните (Vireo) са род малки врабчоподобни птици от семейство Виреонови (Vireonidae).

## Описание
Овикновено тези птици имат матово зеленикаво оперение (откъдето идва и името им, от латински: virere – „бъди зелен“), но някои от тях са кафяви или сиви по гърба, а други имат ярки жълти коремни части. Краката им са здрави. Мъжките на повечето видове са добри певци.
Видовете, чиито гнезда са изучени изграждат чашковидни гнезда, които висят от някой клон. Външният слой на гнездото е направен от груби листа и ленти кора или мъх, в зависимост от видовете.

## Хранене
Всички членове на рода се хранят най-вече с насекоми и други членестоноги, но също ядат и някои плодове.

## Разпространение и местообитание
Повечето видове са разпространени в Централна Америка и северната част на Южна Америка. Тринадесет от видовете се срещат по на север, в Съединените щати и Канада. Виреоните летят рядко на дълги разстояния, освен по време на миграция.

## Видове
Род Виреони
- Вид Vireo altiloquus (Vieillot, 1808)
- Вид Черноглав виреон (Vireo atricapilla) Woodhouse, 1852
- Вид Vireo bairdi Ridgway, 1885
- Вид Vireo bellii Audubon, 1844
- Вид Vireo brevipennis P.L. Sclater, 1858
- Вид Vireo caribaeus Bond & Meyer de Schauensee, 1942
- Вид Жълтокрил виреон (Vireo carmioli) Baird, 1866
- Вид Vireo cassinii Xantus de Vesey, 1858
- Вид Vireo crassirostris (Bryant, 1859)
- Вид Жълтогърл виреон (Vireo flavifrons) (Vieillot, 1808)
- Вид Жълтозелен виреон (Vireo flavoviridis) (Cassin, 1851)
- Вид Vireo gilvus (Vieillot, 1808)
- Вид Vireo gracilirostris Sharpe, 1890
- Вид Vireo sclateri Salvin & Godman, 1883
- Вид Vireo griseus (Boddaert, 1783)
- Вид Кубински виреон (Vireo gundlachii) Lembeye, 1850
- Вид Vireo huttoni Cassin, 1851
- Вид Златист виреон (Vireo hypochryseus) PL Sclater, 1862
- Вид Пуерторикански виреон (Vireo latimeri) (Baird, 1866)
- Вид Vireo leucophrys (Lafresnaye, 1844)
- Вид Vireo magister (Baird, 1871)
- Вид Vireo masteri P.G. Salaman & F.G. Stiles, 1996
- Вид Ямайски виреон (Vireo modestus) PL Sclater, 1860
- Вид Vireo nanus (Lawrence, 1875)
- Вид Виреон джудже (Vireo nelsoni) Bond, 1936
- Вид Червеноок виреон (Vireo olivaceus) (Linnaeus, 1766)
- Вид Син планински виреон (Vireo osburni) (PL Sclater, 1861)
- Вид Мангров виреон (Vireo pallens) Salvin, 1863
- Вид Филаделфийски виреон (Vireo philadelphicus) (Cassin, 1851)
- Вид Vireo plumbeus Coues, 1866
- Вид Синьоглав виреон (Vireo solitarius) (A. Wilson, 1810)
- Вид Vireo swainsonii Baird, 1858
- Вид Сив виреон (Vireo vicinior) Coues, 1866